# Wote
Wote es una ciudad de Kenia. Es la capital del condado de Makueni. Tiene una población de 56.419 habitantes, de los cuales 5.542 están clasificados como urbanos según el censo de 1999.
La ciudad de Wote tiene seis barrios: Kako, Kaumoni, Kikumini, Muvau, Nziu y Wote. La mayoría de ellos se encuentran en la circunscripción de Makueni, pero el barrio de Kako pertenece a la circunscripción de Mbooni y el barrio de Kaumoni a la circunscripción de Kaiti.